# Comté de Banana
Le comté de Banana (en anglais : Shire of Banana) est une zone d'administration locale située dans l'État du Queensland en Australie, dont le siège est Biloela.

## Géographie
Le comté s'étend sur 28 550 km2 dans le Queensland central et comprend la ville de Biloela, ainsi que les localités de Banana, Baralaba, Cracow, Dululu, Goovingen, Jambin, Moura, Rannes, Taroom, Thangool, Theodore et Wowan.

## Histoire
La division de Banana est créée le 11 novembre 1879 et devient un comté le 31 mars 1903 dont Banana est le siège jusqu'en 1930, date à laquelle il est transféré à Rannes puis en 1946 à Biloela.
Le 15 mars 2008, il absorbe la partie nord du comté de Taroom, dont la ville de Taroom.

## Démographie
| 1911  | 1921  | 1933  | 1961   | 1976   | 2001   | 2011   | 2016   | 2021   |
| ----- | ----- | ----- | ------ | ------ | ------ | ------ | ------ | ------ |
| 1 059 | 2 303 | 7 920 | 10 751 | 14 169 | 13 848 | 14 456 | 14 319 | 14 513 |

## Politique et administration
Le conseil comprend le maire et six autres membres, élus pour un mandat de quatre ans. Les dernières élections ont eu lieu le 28 mars 2020.

### Liste des maires
| Période                                  | Période  | Identité               | Étiquette | Qualité |
| ---------------------------------------- | -------- | ---------------------- | --------- | ------- |
| Les données manquantes sont à compléter. |          |                        |           |         |
| 2008                                     | 2012     | John Hooper            |           |         |
| 2012                                     | 2016     | Ron Carige             |           |         |
| 2016                                     | en cours | Neville George Ferrier |           |         |

La zone est rattachée à la circonscription de Flynn pour les élections fédérales et à celle de Callide pour les élections à l'Assemblée législative du Queensland.